# Institut La Xavière
Das Institut La Xavière, auch Institut La Xavière, missionnaire du Christ Jésus, (deutsch: Xavière-Schwestern, Ordenskürzel: XMCJ) ist ein Ordensinstitut in der römisch-katholischen Kirche.
Das Institut wurde 1921 in Marseille von Claire Monestès mit Unterstützung des Jesuitenpriesters Antonin Eymieu gegründet und gehört zur ignatianischen Familie. Die Anerkennung erfolgte durch die römische Kurie am 4. Februar 1963, während des Zweiten Vatikanischen Konzils. Seit 2010 ist es eine Kongregation päpstlichen Rechts.
Das Institut La Xavière mit Hauptsitz in Paris ist mit zwanzig Gemeinden und circa 100 Schwestern in Europa (Frankreich und Deutschland), Afrika (Côte d’Ivoire, Tschad und Kamerun) und Kanada (Toronto) engagiert.
Papst Franziskus ernannte die Schwester Nathalie Becquart, Mitglied der Ordensgemeinschaft, am 6. Februar 2021 zur Untersekretärin der Weltsynode.